# Üveggolyó-díj
Az Írók Boltja Üveggolyó-díja egy olyan elismerés, amit a könyvesbolt munkatársai évente adományoznak egy-egy kortárs irodalmi személyiségnek – munkássága, irodalmi tevékenysége – elismerése mellett a bolt dolgozóival való bensőséges kapcsolata kifejezéseként. A díj tulajdonosai egyúttal az "Üveggolyó rend" tagjai lesznek, ezáltal a bolt védnökeivé, szellemiségének őreivé és letéteményeseivé is válnak.

## Díjazottak
- Mándy Iván 1993
- Mészöly Miklós 1994
- Balassa Péter 1995
- Parti Nagy Lajos 1996
- Tandori Dezső 1997
- Petri György 1998
- Györe Balázs 1999
- Szilágyi Ákos 2000
- Göncz Árpád 2001
- Keresztury Tibor 2002
- Balla Zsófia 2003
- Esterházy Péter 2004
- Kovács András Ferenc 2005
- Nádas Péter és Sándor Iván 2006
- Forgách András 2007
- Rácz Péter 2008
- Mészáros Sándor 2009
- Nádasdy Ádám 2010
- Heller Ágnes 2011
- Németh Gábor 2012
- Bán Zsófia, Barnás Ferenc, Radnóti Sándor és Sajó László 2013
- Borbély Szilárd 2014
- Károlyi Csaba 2015
- Márton László 2016
- Schein Gábor 2017
- Garaczi László 2018
- Alexander Brody 2019
- Szilágyi Zsófia, 2021[1]
- Kukorelly Endre 2022
- Kemény István 2023
- Darvasi László 2024